# Stuart Graham (Schauspieler)
Stuart Graham (* 31. August 1967 in Belfast) ist ein nordirischer Schauspieler.

## Leben
Stuart Graham wurde in Belfast geboren. Er studierte Medienwissenschaft an der University of Ulster. Seine Schauspielkarriere begann am Theater. Ausgebildet wurde er an einer Schauspielschule in London. Es folgte eine kleine Rolle in einer Aufführung von Bérénice von Jean Racine am Cottesloe Theatre in Lambeth 1990 sowie 1990 beim Dublin Theatre Festival als Eoin O’Duffy in Michael Collins Big Fella! vom Praxis Theatre Laboratory in Greenwich. Von da an wurde er zu einem bekannten Gesicht am britischen Theater, wo er häufig den Iren spielen durfte.
Als Theaterschauspieler arbeitete er vor allem in Dublin und Belfast, während er ab 1996 auch als Film- und Fernsehschauspieler in britischen und irischen Produktionen zu sehen ist.

## Filmografie
- 1996: Michael Collins
- 1997: The Informant
- 1997: Der Schlächterbursche (The Butcher Boy)
- 1998: Rileys letzte Schlacht (One Man's Hero)
- 1999: Misery Harbour
- 2002: As the Beast Sleeps (Fernsehfilm)
- 2002: Outside the Rules (Fernsehfilm)
- 2002: Silent Witness (Fernsehserie, Doppelfolge)
- 2003: Song for a Raggy Boy
- 2003: The Commander (Fernsehfilm)
- 2003: Waking the Dead – Im Auftrag der Toten (Fernsehserie, Doppelfolge)
- 2004: Proof (Fernsehserie, vier Folgen)
- 2004: Pulling Moves (Fernsehserie, zwei Folgen)
- 2004: Omagh – Das Attentat (Omagh)
- 2004: Steel River Blues (Fernsehserie)
- 2005: The Commander: Blackdog (Fernsehfilm)
- 2005: Mythos Ägypten (Egypt) (Dokumentarserie, zwei Folgen)
- 2005: The Clinic
- 2008: Hunger
- 2010: Whistleblower – In gefährlicher Mission (The Whistleblower)
- 2010: Parked – Gestrandet (Parked)
- 2011: Christopher und Heinz – Eine Liebe in Berlin (Christopher and His Kind)
- 2011: Brendan Smyth: Betrayal of Trust
- 2011: Hideaways – Die Macht der Liebe (Hideaways)
- 2011: Dame, König, As, Spion (Tinker Tailor Soldier Spy)
- 2012: Grabbers
- 2012: Shadow Dancer
- 2015: The Frankenstein Chronicles (Fernsehserie, fünf Folgen)
- 2015: The Hallow
- 2016: Thirteen – Ein gestohlenes Leben (Thirteen) (Miniserie)
- 2017: The Cured: Infiziert. Geheilt. Verstoßen. (The Cured)
- 2017: The Foreigner
- 2021: Wolf
- 2022: Harry Wild – Mörderjagd in Dublin (Harry Wild) (Fernsehserie)
- 2022: North Sea Connection (Fernsehserie)
- 2022: Smother (Fernsehserie)